# 埋蔵金
埋蔵金（まいぞうきん）とは、どこかに埋められ行方不明だとされる財宝のことである。なお、日本政府の財政に関する文脈において使われる埋蔵金に関しては、霞が関埋蔵金を参照のこと。

## 概要
銭貨や家財などの財宝は、所有者が回収を予定した秘匿目的で一時的な保管のため埋納されることがあるが、戦争などの混乱や盗難によって失われるなどして回収が不可能になり、いつの間にか行方不明となることがある。このように失われた財宝のうち、未だ破壊されずに存在しているもの、あるいはそのように考えられているものを埋蔵金という。
日本では、発掘調査や土木工事の現場において時折小判・銅銭などがまとまって埋蔵金として発見されることがあり、戦後だけで約50件の発見報告例がある。貯蔵目的のほかに神への捧物や献物として銭貨の埋納が行われていたとも考えられている。また海外では趣味として宝探しをするトレジャーハンターが埋蔵金を発見するケースも多くある。また沈没した船舶の積荷にあったとされる財宝も、埋蔵金と同様の扱いをされることがある。
今も埋蔵金の行方を捜す者が絶えないほか、テレビ番組や映画・小説などの題材となっている。中には、科学的な根拠がなく伝説に過ぎないものも多い。

## 海賊の財宝
海賊がどこかに埋めた財宝も存在する。

## 発見された主な埋蔵金

### 鹿島清兵衛の埋蔵金
1963年（昭和38年）に東京都中央区新川の日清製油本社ビル改築工事現場で、地中から江戸時代の天保小判1900枚と、天保二朱金約7万8000枚が発見された。当時の時価で6000万円といわれ、過去最大の埋蔵金発見例となった。明治時代にこの地で酒問屋を営んでいた鹿島清兵衛が埋めたものであることが判明し、子孫に返還されている。

### 山梨県の埋蔵銭貨
甲斐国では戦国期に黒川金山や湯之奥金山などの甲斐金山が稼業し、武田氏をはじめとする大名権力により掌握されていたと考えられている。武田領国内には領国通貨として甲州金が流通し、甲斐本国の勝沼氏館跡などからは金熔融物付着土器も出土しており、領国内で鋳造された金貨が流通していたと考えられている。山梨県内では金貨をはじめ土器に納められたさし銭など埋蔵銭貨の出土事例があり、これらは秘匿のため一時的に埋蔵されたもの、あるいは地鎮など儀礼的な意味で埋納されたものであると考えられている。
金貨の出土は武家居館に近接地点から出土する傾向にあり、笛吹市春日居町下岩下の下岩下出土甲州金や、甲州市勝沼町上岩崎出土の上岩崎出土大量一括埋蔵銭などの存在が知られる。下岩下出土甲州金は『甲斐国志』に拠る武田信虎誕生屋敷や武田家臣原田氏屋敷跡に近接する地点から大判3点が出土している。
上岩崎出土大量一括埋蔵銭は1971年（昭和46年）に山梨県勝沼町（現：甲州市）上岩崎のぶどう園（勝沼氏館跡近く）で発見。一帯は鎌倉街道沿いに位置し戦国期の勝沼氏館跡をはじめとする戦国期の城館跡が数多く分布する地域で、出土地点付近は勝沼氏館跡を中心とする町割が形成されている。出土地点は中世の真言宗寺院・金剛寺の旧地に比定されている福寺遺跡に含まれる。
出土した埋蔵銭貨は楕円形の蛭藻金2点と碁石金18点、さらに中国の渡来銅銭約5千点あまり。蛭藻金には表面に槌目が施され、碁石金は4匁前後の一両貨幣で、やや変形しているものの表面には光沢が残され、背面には灰吹法によるものと考えられている気泡状小孔が見られる。これらの金貨は戦国期の甲州金であるとされており、15世紀後半代の埋納であると考えられている。渡来銭は一部が散逸している。出土銭貨は個人所蔵であったが、2011年（平成23年）に甲州金・埋蔵銭貨2953点が山梨県立博物館に収蔵された。
また、金貨以外では北杜市長坂町の小和田館跡から出土した古瀬戸灰釉四耳壺に収められたさし銭の出土事例などが知られる。
江戸時代には甲斐国内で甲州金と呼ばれる独自の金貨が流通しており、山梨県内では甲府城跡から慶長一分判金1点が、鰍沢河岸（富士川町）から甲州金壱分金（甲定金）2点、元禄一分判金1点が出土している。これらはいずれも石垣など建物の基礎部分から出土しており、祭祀目的の埋納であると考えられている。

## 埋蔵金伝承の事例
- 徳川埋蔵金
- 結城晴朝の埋蔵金[6]
- 明智光秀の埋蔵金
- 源義経の埋蔵金
- 武田信玄の埋蔵金
- 帰雲城（内ヶ島氏）の埋没金 - 帰雲城のあった岐阜県大野郡白川村に古くから伝わっていた伝説ではなく、実際は1970年（昭和45年）ごろから拡散したものであると指摘されている[7]。
- 天堂城の埋蔵金
- 穴山梅雪の埋蔵金
- 大久保長安の埋蔵金
- 佐々成政の埋蔵金[8]
- 豊臣秀吉の埋蔵金
- ヨコウシ（根室アイヌ酋長）の埋蔵金[9]
- 山下財宝
- キャプテン・キッドの財宝
- テンプル騎士団の財宝
- オーク島の埋蔵金[10]

ナチス関連
- エカテリーナ宮殿からドイツ軍が持ち去った琥珀の間
- ナチスの財宝（英語版）、ナチスの黄金列車

（埋蔵金の候補地：シュチェホヴィツェの宝物、ヨナス谷、トプリッツ湖など）

## 未発見
- 行方不明の宝物のリスト（英語版）
- リマの宝物（英語版）

## 発見例
フェンの埋蔵金
大富豪の美術商 Forrest Fenn が「私が宝を隠したのは、人々を荒野にいざない、昔ながらの冒険と富への探検を始めるチャンスを与えるためである」という理由でロッキー山脈に財宝を隠し、ヒントを自伝と共に公表した。発見後、「どう表現してよいのか分からない。探求が終わったことで悲しさとよろこびが半々だ」と述べている。捜索は10年かかり、35万人がいどみ、死亡者が4人確認されている。
グアラサールの宝物
ホルツトゥムの埋蔵金
西暦364年から408年までのローマ皇帝8人が描かれた状態の良い古代ローマの金貨が、2019年9月にルクセンブルクのホルツトゥムで土器を探していたアマチュア考古学者によって発見された。第二次世界大戦時代の地雷が埋まっている可能性からルクセンブルク軍の地雷除去の専門部隊が同行して発掘が行われた。
ホクスンの埋蔵金
1992年に工具を紛失したことから畑を金属探知機で探していた人によって、4世紀から5世紀に旧ローマ帝国内で流通していた14,865枚のローマ時代の金貨、銀貨、青銅貨、約200点の銀食器と金宝飾品などが納められた箱がイギリスのサフォーク州ホクスンで発見された。埋められた年代は、西暦407年以降とされる。1994年4月に大英博物館が購入され展示されている。